# Escut i bandera de Badalona
L'escut de Badalona és el signe bàsic d'identitat emprat per l'Ajuntament de Badalona com a escut oficial, basat en el senyal heràldic tradicional de la ciutat. Per la seva banda, la bandera de Badalona utilitza una versió vexil·lològica de l'heràldica emprada en l'escut. Els símbols de la ciutat no han estat oficialitzats per la Generalitat de Catalunya.
L'escut té el següent blasonament:
«Escut quarterat: al 2n. i al 3r., d'argent, dues faixes ondades d'atzur; i al 1r. i al 4t., d'or, 2 pals de gules. Per timbre una corona reial oberta. Per suport 2 brancatges de llorer i roure.»
L'origen dels quarters locals, les ones blaves sobre argent, és l'escut de la família Gualbes, que va enllaçar amb els Santcliment, senyors de Badalona. Els altres dos quarters contenen el senyal reial, respon a la condició de Badalona de vila sota jurisdicció reial des de la confirmació de privilegis, usos i costums de 1472 per Joan II, que l'incorpora com a carrer de la ciutat de Barcelona, si bé ja ho era des de 1430; des de 1595 Badalona es constitueix com a municipi lliure.
Abans de l'aparició de l'actual escut, al segle xix Pascual Madoz, al seu diccionari geogràfic, descrivia l'escut de Badalona de la següent manera: «Tiene esta v[illa] por armas un escudo cuartelado, en primero y cuarto, en campo de oro, cuatro barras sangrientas, y en segundo y tercero, en campo de plata, cuatro fajas ondeadas de azul». El 1912 l'Ajuntament va contractar a Lluís Domènech i Montaner per tal d'esbrinar quin era el veritable escut de la ciutat, per la qual cosa l'arquitecte va dur a terme un estudi, avui perdut, que va resultar en l'actual disseny de caràcter modernista. El nou escut va ser aprovat per l'Ajuntament l'any 1914. A diferència de les versions anteriors, com descriu Madoz, l'escut modernista tenia només els quatre pals del senyal reial partits entre els dos quarters, i el mateix amb l'escut dels Gualbes. Posteriorment a la seva aprovació va ser modificat durant la Segona República, que va suposar la pèrdua de la corona, recuperada durant el franquisme, que també va incorporar l'àguila de Sant Joan Evangelista als segells municipals.
Després del període franquista i la promulgació de les lleis de símbols dels ens locals, se n'ha qüestionat la catalanitat. El 1985 l'Institut d'Estudis Catalans va emetre un dictamen pel qual l'escut de Badalona havia de canviar la seva forma per la caironada i, a més, variar els dos pals per quatre en cada quarter, així com canviar la corona reial per una mural. En reiterades ocasions s'ha demanat la reforma de l'escut de la ciutat, que sempre s'ha refusat des del consistori, que té la màxima potestat quant als canvis dels símbols locals. Tanmateix, tant dels àmbits polítics com també personalitats de l'àmbit cultural, com Joan Soler i Amigó, han defensat l'actual escut, que és el que hi ha hagut sempre. El 1997 l'assumpte va quedar pendent del Tribunal Superior de Justícia de Catalunya.